# Milășel, Mureș

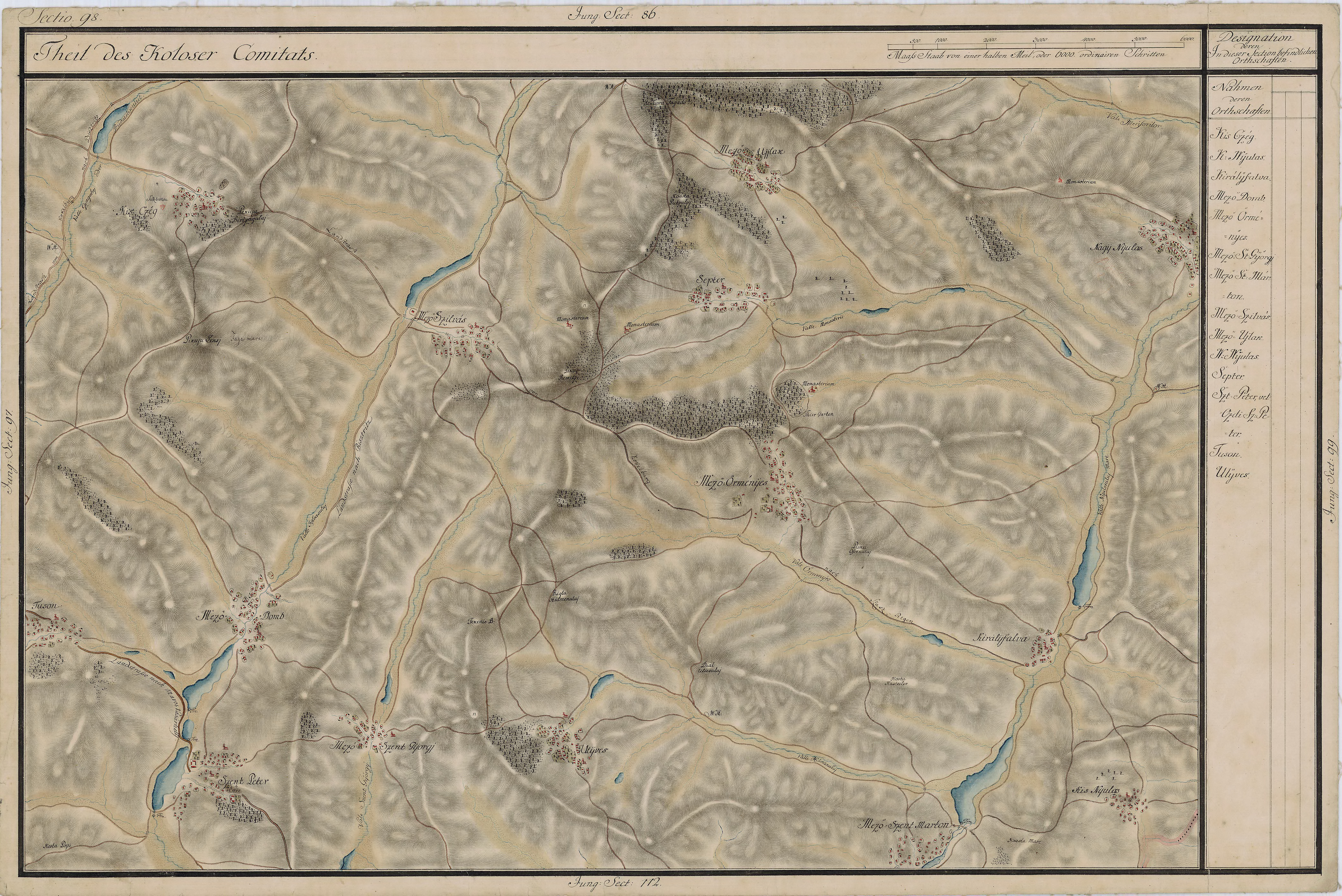
Milășel în Harta Iosefină a Transilvaniei, 1769-1773

Milășel este un sat în comuna Crăiești din județul Mureș, Transilvania, România.

## Date geologice
În subsolul localității se găsește un masiv de sare.